# 11016 Borisov
11016 Borisov este un asteroid din centura principală de asteroizi.

## Descriere
11016 Borisov este un asteroid din centura principală de asteroizi. A fost descoperit pe 16 septembrie 1982 la Observatorul astrofizic din Crimeea de Liudmila Cernîh. Asteroidul prezintă o orbită caracterizată de o semiaxă mare de 2,31 ua, o excentricitate de 0,12 și o înclinație de 6,4° în raport cu ecliptica.